# David Hall (tennis)
Pour les articles homonymes, voir David Hall et Hall.
David Hall, né le 14 janvier 1970 à Sydney, est un joueur de tennis handisport australien. Il est droitier et sa surface favorite est le dur. Il utilise un fauteuil Quickie.

## Palmarès

### Jeux paralympiques
- médaillé d'or en simple messieurs en 2000
- médaillé d'argent en simple messieurs en 1996
- médaillé d'argent en double messieurs en 1996
- médaillé de bronze en simple messieurs en 1996
- médaillé de bronze en double messieurs en 2000
- médaillé de bronze en double messieurs en 2004

### Victoires dans les tournois du Grand Chelem
- Open d'Australie :
  - en simple messieurs en 1995-96-97-98-99, 2001, 2003, 2004-05
  - en double messieurs en 1994, 1997-98, 2000-01, 2003